# Ciencia y tecnología en Honduras
La ciencia y la tecnología en Honduras se entienden en este artículo como el conjunto de políticas, planes y programas llevados a cabo por el Ministerio de Educación y otros organismos orientadas a
la investigación, desarrollo e innovación (IDI) en Honduras, así como las infraestructuras e instalaciones científicas y tecnológicas hondureñas.:D

## Publicaciones científicas
Honduras esta rezagada en el campo de publicaciones científicas, debido a esto no aparece en el informe "Conocimientos, redes y naciones: colaboración científica global en el S. XXI" de la Real Sociedad de Londres.

## Investigaciones en la UNAH
Si bien la UNAH estuvo rezagada en el campo de investigaciones científicas ha iniciado un periodo de potenciacion en esta área, ha iniciado la producción de revistas científicas y ha creado un sistema de premios anual en el que se premia a los investigadores para incentivar esta actividad.

### Revistas científicas de la UNAH
La UNAH cuenta con dos revistas científicas llamadas PORTAL DE LA CIENCIA y REVISTA CIENCIA Y TECNOLOGÍA.

### Premios al investigador
Los premios de investigación científica de la UNAH se realizan anualmente y cuentan con cuatro categorías:
1. Premio al Investigador con larga trayectoria.
Es el investigador que ha acumulado más de 15 años de experiencia como investigador activo. Premio otorgado de Lps. 50,000.00
2. Premio al Investigador en Consolidación"
Es el investigador con una experiencia acreditada de 10 a 15 años como investigador activo. Premio otorgado de Lps. 40,000.00
3. Premio al Investigador en Formación, a nivel profesional.
Es el investigador con suficiente experiencia (5 a 10 años), expresada en ejecución de proyectos de investigación y publicaciones nacionales y/o internacionales a nivel individual y/o grupal, consecuentemente con sus años de investigador. Premio otorgado de Lps. 30,000.00
4. Premio al Investigador en Formación, a nivel estudiantil.
Es el estudiante de grado o posgrado con poca experiencia como investigador (entre 3-5 años) pero que se ha involucrado en proyectos de investigación como asistente en alguna parte del proceso. Premio otorgado de Lps. 15,000.00.

## Premio Nacional de Ciencia José Cecilio del Valle

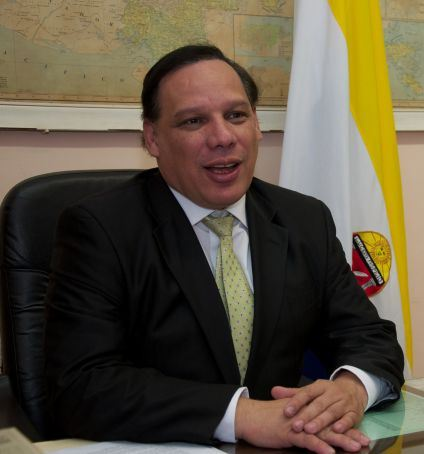
Marco Tulio Medina neurólogo y científico hondureño

El Premio Nacional de Ciencia José Cecilio del Valle se otorga anualmente por el presidente a aquellas personas cuyos trabajos en el ámbito de la ciencia tengan trascendencia nacional e internacional. Los Premios se entregan en el Teatro Nacional Manuel Bonilla de la ciudad de Tegucigalpa, M.D.C., en el mes de septiembre.
Entre los científicos ganadores de este premio se encuentran el investigador botánico Cirilo Nelson y el médico neurólogo y epileptólogo Marco Tulio Medina.

## Categorías
El Premio Nacional de Ciencia José Cecilio del Valle, es otorgado a las obras del área de poesía, novela, cuento, oratoria y narración, periodismo, drama, ensayo, crítica, preceptiva y cualquier otro género similar que contribuya al desarrollo de las letras y la cultura del país.
Igualmente, el Centro Cultural de España en Tegucigalpa dedicó en 1991 la II Antología de las Artes Plásticas de Honduras a “Pablo Zelaya Sierra”.

## Inventos e inventores destacados
- Submarino IDABEL aparato sumergible creado y utilizado en Honduras.

- Luis Fernando Cruz joven que con diecisiete años de edad, inventó sus propias consolas de Videojuego, además es el creador del dispositivo EYEBOARD un aparato capaz de controlar una tv, o una computadora usando el individuo unas gafas y sus ojos sirven de puntero, en la pantalla.[8][9] La revista de la National Geographic Society publicó un artículo sobre este invento.

- Walter Martínez Profesor de Ingeniería Eléctrica en la Universidad de Long Beach y el único latino en la Sociedad de Robótica del Sur de California, Estados Unidos de América.[10][11]